# Partido da imprensa golpista

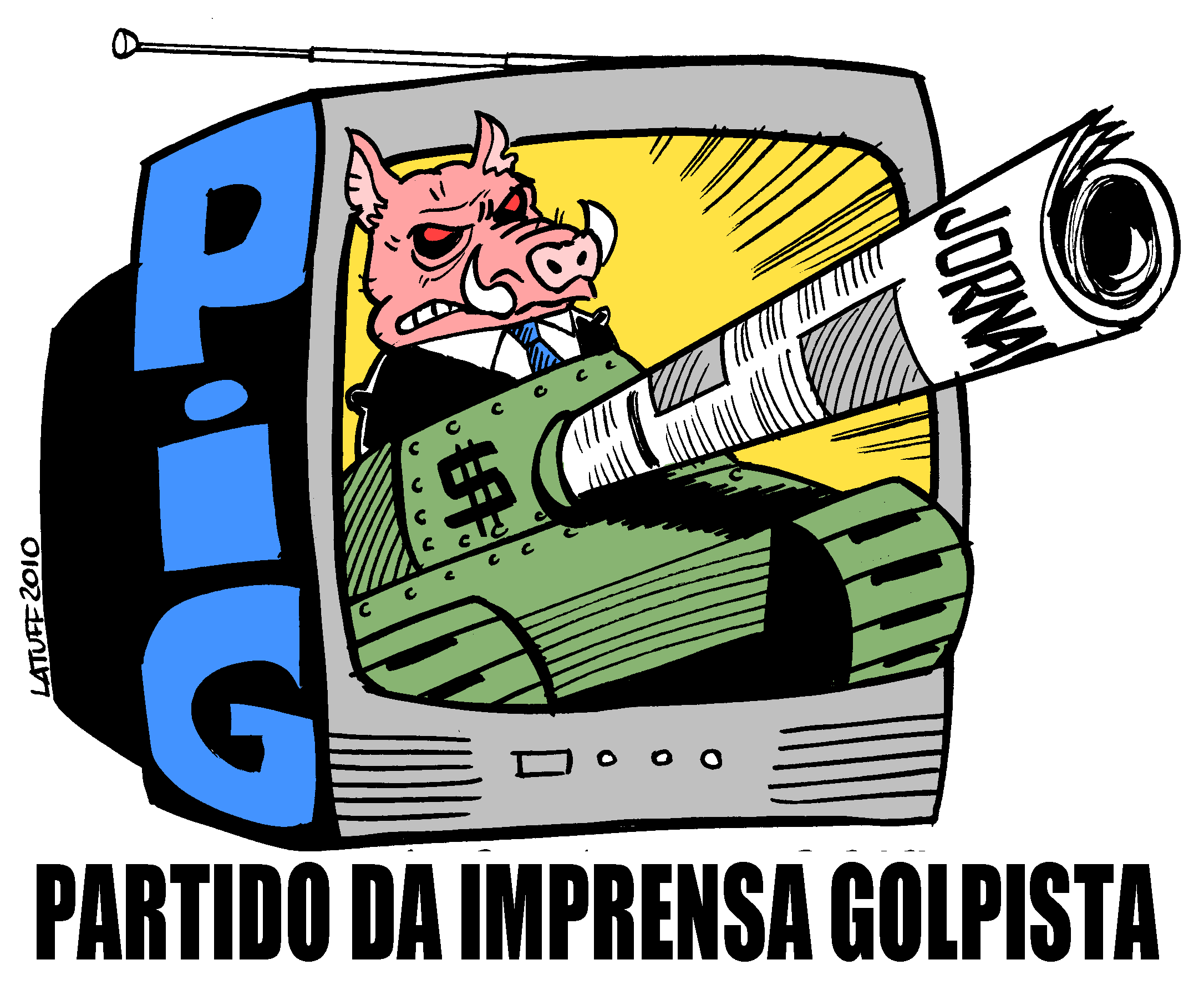
Partido da Imprensa Golpista, charge de Carlos Latuff.

Partido da Imprensa Golpista (comumente abreviado para PIG ou PiG) é uma expressão criada pelo jornalista Paulo Henrique Amorim e usada por apoiadores do Partido dos Trabalhadores, entre outros, para descrever um conjunto de veículos midiáticos que, segundo eles, teriam em comum valores conservadores e fariam oposição ao Partido dos Trabalhadores e à esquerda política. O termo é criticado por aqueles a quem classifica, bem como por antagonistas políticos, que utilizam o termo "imprensa chapa-branca" para referirem-se às publicações com viés "governista" — em alusão a um suposto apoio ao então governo petista.
Enquanto alguns jornalistas utilizam a expressão ou termos semelhantes, outros criticam seu uso ou questionam seu significado.
De acordo com Paulo Henrique Amorim, seus "membros" seriam a Rede Globo e o Grupo Globo, os jornais O Estado de São Paulo e Folha de S.Paulo e a Revista Veja, que atacavam os governos trabalhistas de Getúlio Vargas, Juscelino Kubitschek, Luiz Inácio Lula da Silva e Dilma Rousseff.
As iniciais formam a palavra anglófona "pig", porco. Termo que é frequentemente utilizada como insulto político, em especial contra autoridades policiais e militares.

## Uso
A expressão foi cunhada pelo jornalista Paulo Henrique Amorim em seu blog Conversa Afiada, mas, segundo ele, foi inspirada em um discurso do deputado petista Fernando Ferro. Amorim, quando utiliza o termo, escreve com um i minúsculo, em alusão ao portal iG, do qual foi demitido em 18 de março de 2008, no que descreve como um processo de "limpeza ideológica". De acordo com ele, até políticos teriam passado a fazer parte do PIG: "O partido deixou de ser um instrumento de golpe para se tornar o próprio golpe. Com o discurso de jornalismo objetivo, fazem o trabalho não de imprensa que omite; mas que mente, deforma e frauda".
O termo é utilizado para classificar um amplo espectro de publicações, com apoio a diferentes interesses, tendo em comum características conservadoras e uma união contra os interesses do Partido dos Trabalhadores, segundo os proponentes do termo.

## Críticas
O jornalista Jones Rossi, escrevendo para o jornal Gazeta do Povo, afirma que o termo refere-se a um grupo inexistente. Isto é, que na realidade, o que ele é descreve é falso. Já o jornalista Sérgio Leo afirma que as relações entre os grupos midiáticos são mais complexas do que o termo faz parecer, sendo seu uso equivocado. O jornalista Lúcio Flávio Pinto escreve que "o conceito de PIG se insere nessa onda de barbárie intelectual com aparência de causa justa e heroica", criticando a postura dos proponentes da expressão.

Escrevendo para o Congresso em Foco, o professor de comunicação Paulo José Cunha comentou que, manifestantes políticos da extrema esquerda a extrema direita colocam termos na mídia comercial, em retaliação, quando a mesma é crítica a qualquer governo:
| “ | Na era Lula a mídia de mercado era chamada de “mídia golpista”. Seus seguidores continuam até hoje a usar a expressão, mesmo quando essa mídia combate o governo Bolsonaro. Enquanto isso, os próprios bolsonaristas acharam outro apelido para a mídia de mercado. A “extrema imprensa”. Os petistas odeiam que as posturas de Lula sejam comparadas às de Bolsonaro em relação à mídia, mas a verdade é que guardam semelhanças em muitos casos. Lula tentou emplacar um “Conselho Federal de Jornalismo”, que pretendia, ao fim e ao cabo, impor uma espécie de controle, ou seja, de censura. Ainda bem que não conseguiu. (...) Lula dizia que não lia jornal de manhã “pra não ter azia”. Bolsonaro também não o faz pra “não passar mal ao começar o dia”. Em compensação, em plena ditadura, o General Garrastazu Médici dizia sentir-se feliz toda noite ao assistir ao Jornal Nacional que, segundo ele, mostrava “um Brasil que marchava em paz rumo ao desenvolvimento” enquanto o resto do mundo sofria com greves, agitações e atentados. | ” |